# Palazzo Berardi Cesi Muti

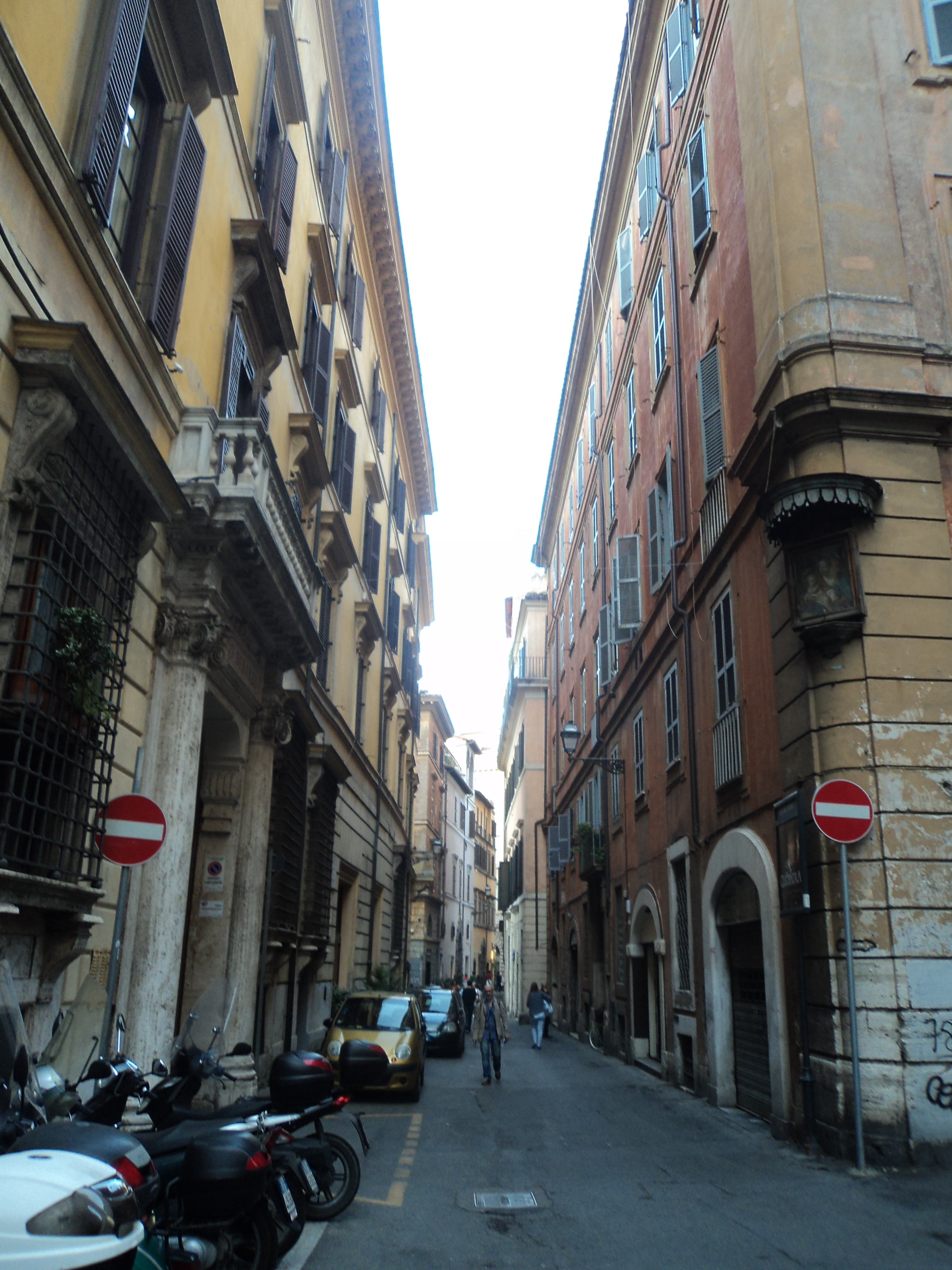
Nesta vista da Via del Gesù, o Palazzo Berardi Cesi Muti é o da esquerda. Sua fachada segue até a esquina com a Piazza della Pigna, mais adiante na imagem.

Palazzo Muti Cesi Berardi Guglielmi, conhecido também como Palazzo Berardi Cesi Muti, é um palácio renascentista localizado na esquina da Via del Gesù com a Piazza della Pigna, no rione Pigna de Roma.

## História

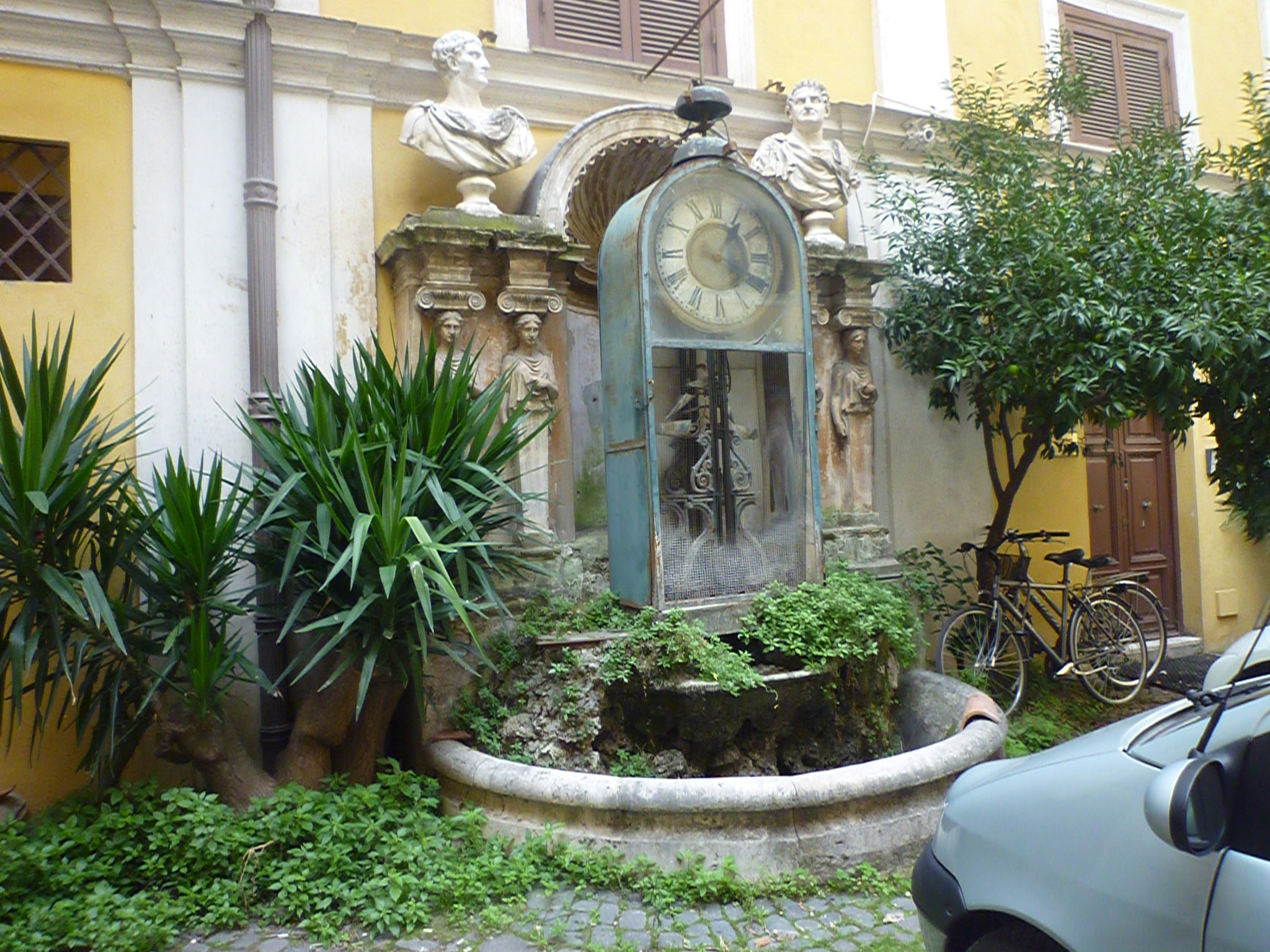
O famoso relógio de água do Palazzo Berardi.

Este palácio foi construído como residência para a família Muti por Guglielmo Della Porta em 1565. Em 1701, depois do casamento de Teresa Muti com Federico Cesi, o edifício passou para a família Cesi. Nesta época, o arquiteto Filippo Barigioni realizou uma reforma que dobrou o tamanho do palácio demolindo casas vizinhas ao palácio que abrigavam os empregados da família Muti, o que centralizou o portal criado por Della Porta. Ele também criou um segundo piso nobre alongando as janelas do antigo mezzanino. No início do século XIX, o edifício foi vendido aos Berardi, que contrataram, em 1865, uma nova reforma, desta vez ao arquiteto Virginio Vespignani, que construiu uma nova ala na Piazza della Pigna e mais duas janelas na Via del Gesù. Finalmente, em 1888, uma reforma final foi encomendada ao arquiteto Pio Piacentini.

## Descrição
O portal em arco, no qual está a inscrição "FILIPPO BERARDI", leva a um grande e harmonioso pátio interno onde está um famoso relógio de água ("hidrocronômetro") construído em 1870 pelo padre dominicano Giovanni Embriaco, superior do vizinho Convento della Minerva e autor também do relógio de água do monte Píncio. Ele está inserido no interior de um nicho em formato de concha no fundo de uma pequena fonte de dois tanques, com uma pequena foca de mármore imersa na água. Ao redor do nicho, uma edícula com quatro cariátides sustentam dois bustos de mármore dos lados do relógio.